# Szergej Nyikolajevics Rizsikov
Szergej Nyikolajevics Rizsikov (oroszul: Сергей Николаевич Рыжиков) (Bugulma, Tatár Autonóm Szovjet Szocialista Köztársaság, Szovjetunió, 1974. augusztus 19.–) orosz űrhajós. Az Orosz Légierőnél jelenleg alezredes rendfokozatban van.

## Életpályája
1991-ben végzett a nyizsnyevartovszki 12. sz. középiskolában, majd jelentkezett az Orenburgi Katonai Repülő Főiskolára. 1992-ben Volgorgrádban folytatta tanulmányait, ahol 1996. októberében repülőmérnöki végzettséget szerzett.
1996. októberétől 1997. februárjáig a 37. Légi Hadsereg egyik alakulatánál szolgált a Szaratoni területen.
2006. október 11-én választották ki űrhajós kiképzésre. Az ötfős CPK-14 csoportban Miszurkin, Novickij, Ovcsinyin és Ponomarjov voltak a társai. 2009. június 9-én vizsgázott mint teszt-űrhajós.

## Űrrepülések
2016. október 19-én Szojuz MSZ–02 űrhajó fedélzetén jutott először az űrbe mint parancsnok. A Nemzetközi Űrállomás-on a 49. és az 50. expedíció alaplegénységének tagja.
Várhatóan 2016. március 15.-én tér vissza a Földre az amerikai Robert Shane Kimbrough-val és az orosz Andrej Ivanovics Boriszenko-val.

### Tartalék személyzet
Szojuz TMA–20M fedélzeti mérnöke.

## Magánélete
Elvált, egy fiú gyermeke van, Ivan.